# Proteinoide
O proteinóide é uma molécula aparentada com as proteínas, formada inorganicamente a partir de aminoácidos, por desidratação térmica.